# Sébastien Tremblay
Sébastien Tremblay (né le 30 août 1981 à Château-Richer) est une personnalité québécoise de la téléréalité et un blogueur qui s'est fait connaître en 2007 lors de l'émission Loft Story au Québec (diffusée sur le réseau TQS à Montréal). Finaliste de Loft Story 4 (2007), il participe à Loft Story 6 : La Revanche (2009) dont il sort grand gagnant le 31 mai.
Connu pour son côté « machiavélique » et sa personnalité flegmatique, sa stratégie consistait à jouer un double jeu où, en l'absence des autres concurrents, il s'adressait aux caméras pour partager ses impressions avec les téléspectateurs. Il réalisait généralement ces séquences (dites le « Seb Show ») durant la nuit, témoignant de son mépris pour les autres lofteurs, multipliant les railleries et annonçant ses stratégies à venir. Dimanche le 31 mai 2009, Sébastien est déclaré le grand vainqueur de Loft Story 6.
Il fut analyste pour la nouvelle téléréalité du réseau V, Big Brother, en plus d'être consultant pour l'équipe de production. La série a débuté en mars 2010.

## Controverse
Lors de la finale de Loft Story 4, le finaliste Mathieu (dit « Cass ») a remporté alors qu'il était en dernière position sur les statistiques du site internet de TQS consacré à l'émission. Plusieurs fans croient que la finale a été truquée, car presque 20 000 votes auraient été enregistrés à la dernière minute. Il s'agit d'une rumeur provenant des propos d'une panéliste de l'émission, mais elle n'a jamais été reprise ou confirmée par la suite.

## Commentaires au sujet de Sébastien
- « Je ne vous parle pas de Sébastien, alias le manipulateur, car j'ai bien l'impression qu'il sera parmi les premiers à partir. Question de feeling, dirait Richard Cocciante[2]. »

- « Quand Sébastien est devenu patron du loft, on savait que ça allait prendre une allure très jeu et stratégie. Le défi, c'est de doser avec l'émotion. Dominique Jacques (réalisateur-coordonnateur), qui fignole les scénarios, a adapté les activités des jours suivants dans cette optique pour rééquilibrer [sic] le mélange[3]. »